# Janusz Klimek
Janusz Klimek (ur. 8 kwietnia 1957) – polski koszykarz występujący na pozycji środkowego, wielokrotny medalista mistrzostw Polski.

## Osiągnięcia
Na podstawie, o ile nie zaznaczono inaczej.
Klubowe
- 2-krotny mistrz Polski (1985, 1986)
- 2-krotny brązowy medalista mistrzostw Polski (1981, 1984)
- Zdobywca Pucharu Polski (1983)
- Finalista Pucharu Polski (1984)
- Awans do najwyższej klasy rozgrywkowej (1977)

Reprezentacja
- Uczestnik:
  - mistrzostw Europy U–16 (1973 – 9. miejsce)[3]
  - mistrzostw Europy U–18 (1974 – 6. miejsce, 1976 – 6. miejsce)[4]